# Villar de Ciervo
Villar de Ciervo település Spanyolországban, Salamanca tartományban. Villar de Ciervo La Bouza, Puerto Seguro, San Felices de los Gallegos, Villar de la Yegua, Aldea del Obispo, Figueira de Castelo Rodrigo és Almeida községekkel határos. Lakosainak száma 253 fő (2024).

## Népesség
A település népessége az elmúlt években az alábbi módon változott:
| Lakosok száma | 398  | 360  | 345  | 327  | 297  | 295  | 271  | 277  | 263  | 253  |
|               | 2001 | 2004 | 2007 | 2009 | 2012 | 2014 | 2017 | 2019 | 2022 | 2024 |